# Pippa Hackett
Pippa Hackett, née le 8 janvier 1974 dans le comté de Mayo, est une femme politique irlandaise du Parti vert qui est ministre d'État au ministère de l'Agriculture, de l'Alimentation et de la Marine depuis juin 2020. Elle est l'un des trois ministres d'État présents au cabinet, mais sans droit de vote.
Elle est sénatrice du Panel agricole de 2019 à 2025.

## Jeunesse et éducation
Hackett est née à Galway, mais est originaire de Ballindine, dans le comté de Mayo. Pendant son séjour en Grande-Bretagne, elle étudie les sciences équines à l'Université d'Aberystwyth et l'agriculture à l'Université de l'Essex. De retour en Irlande, elle étudie pour un diplôme de troisième cycle en sciences équines à l'University College de Dublin en 1996 et obtient son doctorat en biomécanique du sport à l'Université de Limerick.
Hackett vit dans une ferme du comté d'Offaly près de Geashill avec son mari Mark, qu'elle a rencontré à l'université d'Essex, et leurs quatre enfants. Son mari est coopté pour occuper son siège au conseil du comté d'Offaly.

## Carrière politique
Elle rejoint le Parti Vert vers 2016, sur la recommandation d'un de ses voisins, Christopher Fettes, le fondateur du parti. Aux élections locales de 2019, elle est élue au conseil du comté d'Offaly pour la région d'Edenderry,.
Elle est élue sans opposition en tant que sénatrice du Panel agricole lors d'une élection partielle le 1er novembre 2019,. La vacance a été provoquée par l'élection de la sénatrice Grace O'Sullivan au Parlement européen en mai 2019.
Elle n'est pas élue pour le Parti Vert dans la circonscription de Laois-Offaly aux élections générales de 2020, étant éliminée au décompte final avec 4 255 voix.
Lors des élections du Seanad de 2020, le 30 mars, elle est réélue au Panel agricole. Lors de la formation d'un nouveau gouvernement le 27 juin 2020 entre le Fianna Fáil, le Fine Gael et le Parti vert, elle est nommée ministre d'État au ministère de l'Agriculture, de l'Alimentation et de la Marine, chargée de l'Aménagement du territoire et de la Biodiversité. Elle est la première sénatrice à être nommée ministre d'État et est l'une des trois ministres d'État présents au Cabinet, poste communément appelé ministre super junior.